# Assassinio di Yitzhak Rabin
L'assassinio di Yitzhak Rabin avvenne la sera del 4 novembre 1995, alle 21:30, al termine di una manifestazione in supporto agli accordi di Oslo, svoltasi a Tel Aviv.
L'attentato avvenne nella piazza dei Re di Israele (Kikar Malchei Jisra'el, כיכר מלכי ישראל), che dopo l'avvenimento mutò il proprio nome in piazza Rabin (Kikar Rabin, כיכר רבין), in onore del politico israeliano.

## Preludio
L'assassinio del primo ministro di Israele e ministro della difesa Yitzhak Rabin avvenne al termine di una manifestazione in favore del processo di pace e degli accordi di Oslo. Rabin fu a lungo osteggiato personalmente dalla destra nazionalista e conservatrice e dai leader del Likud che consideravano gli accordi di Oslo come un tentativo di abbandonare i territori occupati.

## L'attentato
La manifestazione – svoltasi in piazza dei Re di Israele (Kikar Malchei Jisra'el, כיכר מלכי ישראל) di Tel Aviv – terminò attorno alle 21.30. Rabin scese la scalinata diretto verso l'automobile che lo attendeva con la portiera aperta. Prima che la potesse raggiungere, Yigal Amir, nascosto tra la folla, esplose due colpi con una Beretta 84F semi-automatica dal calibro .380 ACP (numero di serie D98231Y). Due proiettili raggiunsero Rabin alla schiena, mentre il terzo colpì la guardia del corpo Yoram Rubin, ferendola leggermente.

## Le indagini e le condanne
Le indagini ufficiali identificarono come l'autore dell'omicidio Yigal Amir, un colono ebreo estremista e sionista di destra - fermamente contrario all'iniziativa di pace di Rabin e particolarmente alla firma dei trattati, ed un amico, Dror Adani complice di Amir. Amir venne condannato all'ergastolo e non si è mai pentito dell'uccisione.

## Le conseguenze a medio e lungo termine
«L'attentato che provocò la morte del premier israeliano Yitzhak Rabin determinò nell'immediatezza una reazione di solidarietà e addirittura un aumento, nei sondaggi, della percentuale di israeliani favorevoli al progetto di pace avviato da Rabin. Tuttavia questo effetto durò poco. L'assenza del protagonista politico e soprattutto l'insicurezza determinata da quello e da altri attentati, portò nel breve volgere di pochi mesi, da novembre 1995 al giugno 1996, al capovolgimento politico dell'elezione di Benjamin Netanyahu ed all'interruzione del processo di pace».